# لاسلو سيمون
لاسلو سيمون (بالمجرية: Simon László)‏ هو عازف بيانو مجري، ولد في 16 يوليو 1948 في ميشكولتس في المجر، وتوفي في 9 سبتمبر 2009 في برلين في ألمانيا.

## وصلات خارجية
- لاسلو سيمون على موقع ميوزك برينز (الإنجليزية)